# Gaj (Lipik)
Gaj je naselje u Republici Hrvatskoj u Požeško-slavonskoj županiji, u sastavu grada Lipika.

## Zemljopis
Gaj se nalaze zapadno od Lipika, susjedna naselja su Kukunjevac na istoku, Brekinska na sjeveru,  Poljana na jugozapadu, Brezine na jugoistoku te Antunovac na zapadu.

## Stanovništvo
Prema popisu stanovništva iz 2011. godine Gaj je imao 324 stanovnika.
| broj stanovnika | 495   | 592   | 656   | 840   | 875   | 866   | 844   | 837   | 667   | 686   | 670   | 541   | 420   | 362   | 352   | 324   | 234   |
|                 | 1857. | 1869. | 1880. | 1890. | 1900. | 1910. | 1921. | 1931. | 1948. | 1953. | 1961. | 1971. | 1981. | 1991. | 2001. | 2011. | 2021. |